# Паттерсон, Ли
Ли Паттерсон (настоящие имя и фамилия — Беверли Фрэнк Атерли Паттерсон) (англ. Lee Patterson; 31 марта 1929, Ванкувер, Британская Колумбия, Канада — 14 февраля 2007, Галвестон (Техас), США) — канадский актёр кино и телевидения.

## Биография
Окончил Онтарийский колледж искусства и дизайна. Переехал в Великобританию, где играл мужественных американских персонажей в британских фильмах.
С 1954 по 1994 год сыграл в более 85 кинофильмах и сериалах. Кроме Канады, активно снимался в США и Великобритании.
Умер от сердечной недостаточности с осложнениями, вызванными раком лёгких и эмфиземой.

## Избранная фильмография
- 1990—1993 — Зорро
- 1990 — В яблочко! — Даррелл Хайд
- 1989 — Секретный агент МакГайвер — турок
- 1989 — Золотая лихорадка (4-й сезон, 78-я серия)
- 1988 — Война и воспоминание
- 1985 — Жажда смерти 3 — телеведущий
- 1983—1987 — Команда А
- 1982 — Аэроплан II: Продолжение
- 1980—1988 — Частный детектив Магнум
- 1972 — Земля Чато — Джордж Данн
- 1968—2013 — Частный детектив Магнум
- 1966 — Перри Мэйсон («Дело о полуночной ошибке», 257-я серия) — Дэн Торн
- 1964—1999 — Другой мир
- 1963—1965 — Театр создателей саспенса
- 1961—1969 — Мстители
- 1960 — Три мира Гулливера
- 1959—1973 — Бонанца
- 1959 — Джек-потрошитель
- 1957 — История Эстер Костелло
- 1957 — Замок с часовым механизмом — Колин Уокер
- 1956 — Контрольно-пропускной пункт — Джонни Карпентер
- 1956 — Достичь небес — Тернер
- 1954—1990 — Диснейленд
- 1954 — Добро умирает в зародыше — Тод Маслин
- 1953 — Мальтийская история — Офицер (нет в титрах)
- 1953 — 36 часов — эпизод (нет в титрах)